# Kodeks Wędrowniczy

Naramiennik wędrowniczy

Kodeks wędrowniczy – obok przyrzeczenia i prawa harcerskiego podstawowe zasady etyczne, moralne i honorowe, którymi mają się kierować wędrownicy w Związku Harcerstwa Polskiego, czyli najstarsza grupa metodyczna w ZHP. Wędrownicy w ZHP to młodzież w wieku 16-21 lat (w wieku 16-25 przed 1 września 2015).
Kodeks Wędrowniczy nie jest "kodeksem" w ścisłym znaczeniu tego słowa, gdyż powszechnie za kodeks uważa się spisany zbiór przepisów prawa, które w swej treści określają między innymi jakąś sankcję – karę za nieprzestrzeganie przepisu. Tymczasem Kodeks Wędrowniczy są to co najwyżej zalecenia i nie posiada żadnych sankcji. Brak kar za nieprzestrzeganie Kodeksu Wędrowniczego jest zgodny z pozytywną cechą metody harcerskiej.
Kodeks wędrowniczy jest zrozumiałym i prostym zbiorem zasad życiowych, jakimi kierują się wędrownicy.
Obecna wersja Kodeksu Wędrowniczego została ogłoszona w Uchwale nr 83/XXXVI Rady Naczelnej ZHP z dnia 5 października 2013 r. w sprawie systemu metodycznego ZHP.